# 緒方俊則
緒方 俊則（おがた としのり、1961年 - ）は、日本の総務官僚。香川大学大学院教授や、内閣府大臣官房審議官、消防庁次長等を経て、危険物保安技術協会理事長。

## 人物・経歴
熊本市熊本市出身。熊本市立城東小学校、熊本市立藤園中学校、熊本県立熊本高等学校を経て、1985年東京大学法学部卒業、自治省入省。1989年4月自治省行政局公務員部公務員第一課主査。1990年4月岩手県消防防災課長。1994年徳島県総務部財政課長。2003年滋賀県総務部長。2008年自治体国際化協会北京事務所長。
香川大学大学院地域マネジメント研究科教授、自治体国際化協会事務局長、地方公共団体金融機構地方支援部長、地方公務員災害補償基金理事等を歴任し、2015年から内閣府大臣官房審議官（防災担当）兼国土強靭化推進室審議官を務め、熊本地震の政府現地対策本部で指揮を執るなどした。
2017年消防庁次長。2018年危険物保安技術協会理事長。2020年総務省大臣官房付、退官、みずほ銀行証券部顧問。2022年日本緊急通報サービス監査役。